# Flavin-adenin-dinukleotid
A flavin-adenin-dinukleotid (FAD) elektronátvivő kofaktor, amely fontos szerepet játszik az oxidatív foszforilációban és a zsírsavak β-oxidációjában.

## Kémiai tulajdonságai
A FAD FADH2-vé redukálható, a redoxipotenciálja a standard hidrogénelektródhoz képest -219 mV:
A FAD aromás rendszer, a FADH2 nem. Az utóbbiban az elektronok delokalizációja jóval kisebb, ezért sokkal magasabb energiaszintet képvisel. Emiatt a FADH2 energiahordozó molekula, mert ha oxidálódik, ez az energia felszabadul.

## Biokémiai funkciói
A FADH2 legfontosabb szerepe az eukariótákban, hogy nagyenergiájú elektronokat biztosít az oxidatív foszforiláció második lépéséhez. A folyamat során felszabaduló hidrogén a mitokondriális mátrixban, a FAD szorosan a dehidrogenáz enzimhez kötve marad. A FAD a szukcinát-dehidrogenáz (komplex II) prosztetikus csoportja is. Ez az enzim a citromsavciklus nyolcadik lépésében oxidál szukcinátot fumaráttá. Az ehhez szükséges elektronok ideiglenesen a FAD-ot FADH2-vé redukálva tárolódnak, amely később FAD-dá visszaoxidálódva szolgáltatja a két elektront az elektrontranszportláncon keresztül. A FADH2 energiája elegendő 1,5 ATP előállításához.